# Танеев, Сергей Иванович
Серге́й Ива́нович Тане́ев (13 [25] ноября 1856, Владимир[…] — 6 [19] июня 1915, Дютьково, Московская губерния) — русский композитор, пианист, музыкальный педагог и теоретик, музыкально-общественный деятель; младший брат адвоката Владимира Танеева, ученик Петра Чайковского.

## Биография
Родился 13 (25) ноября 1856 года во Владимире. Принадлежал к роду дворян, ведущему свою историю с XV века. Его отец — Иван Ильич Танеев (1796—1879) — магистр словесности (1827), врач, статский советник, музыкант-любитель.
С пяти лет учился игре на фортепиано. После переезда в Москву в 1866 году поступил вольнослушателем в только что открывшуюся консерваторию (1866); занимался в младших классах у Эдуарда Лангера (фортепиано, элементарная теория музыки и сольфеджио). В 1869 году стал действительным учеником и продолжил занятия фортепиано — в классе Николая Рубинштейна; гармонии, инструментовки и свободного сочинения — в классе Петра Чайковского; контрапункта, фуги и музыкальной формы — в классе Николая Губерта. Был любимым учеником П. И. Чайковского. В 1875 году окончил Московскую консерваторию по классам Н. Рубинштейна (фортепиано) и П. Чайковского (композиция) с золотой медалью.
В 1875 году выступил в московской премьере 1-го фортепианного концерта Чайковского и в дальнейшем был первым исполнителем большинства его крупных фортепианных произведений: Второго, а также Третьего, который доработал после смерти автора. Исполнял также собственные сочинения. Выступал не только как солист, но и в ансамбле (с Л. С. Ауэром, Г. Венявским, К. Ю. Давыдовым и др.); играл на российских сценах и за рубежом.
С 1878 по 1905 год преподавал в Московской консерватории (с 1881 года — профессор), где вёл классы гармонии, инструментовки, фортепиано (1881—1888), свободного сочинения (1883—1888), полифонии, контрапункта и фуги (с 1888), музыкальной формы (с 1897). В 1885—1889 годах занимал должность директора Московской консерватории и руководил оркестровым и хоровым классами. В это время и до конца своей жизни композитор проживал со своей няней в съёмном доме в Малом Власьевском переулке (дом 2/18).
Танеев пользовался расположением Л. Н. Толстого и его жены, С. А. Толстой, был частым гостем в московском доме Толстых и проводил много времени в Ясной Поляне. В 1895 году он стал невольной причиной тяжёлой и длительной семейной драмы: когда Толстые пригласили его провести в их имении всё лето, чтобы помочь Софье Андреевне справиться с горем из-за смерти семилетнего сына, она воспылала к нему безнадёжной любовью, продлившейся ещё много лет. Толстой начал ревновать супругу к молодому композитору — даже зная о гомосексуальности Танеева. В конце 1890-х годов ревность Толстого к Софье Андреевне в отношении Танеева стала причиной очередного разлада между супругами. В 1897 году из-за её желания поехать на репетицию к Танееву Толстой в неотправленном письме хотел предложить супруге пять вариантов разрешения ситуации, одним из которых был развод.
В 1905 году в знак протеста против авторитарных методов руководства покинул консерваторию и больше в неё не возвращался, несмотря на просьбы профессоров и учеников. Был одним из основателей и педагогов Народной консерватории (1906 год). Танеев участвовал в работе Пречистенских рабочих курсов для рабочих, изучал музыкальный фольклор, занимался с учениками частным образом (всегда безвозмездно).

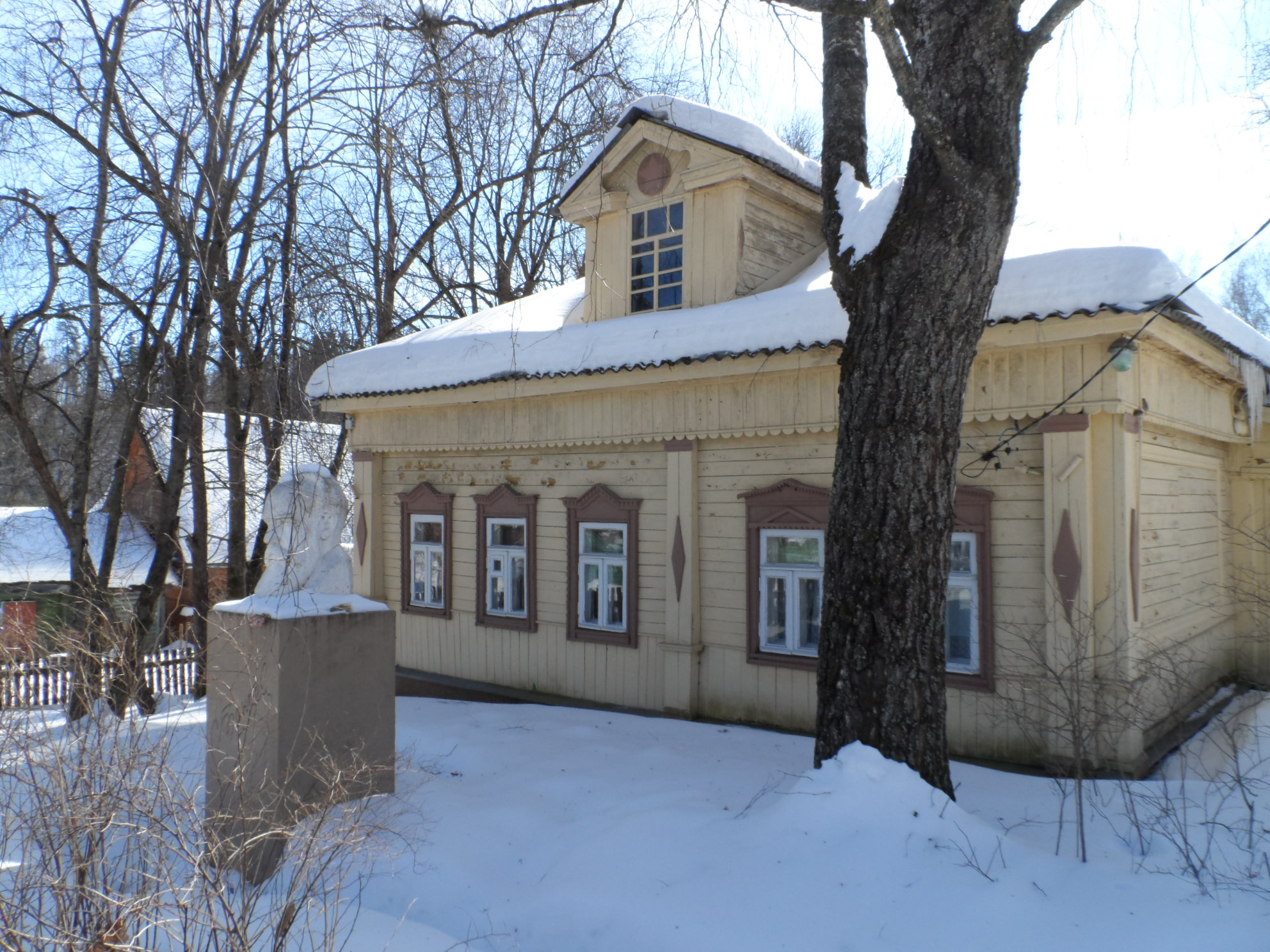
Музей С. И. Танеева в Дютькове

На похороны Александра Скрябина, умершего 14 (27) апреля 1915 года, Танеев пришёл простуженный и получил осложнение, простуда перешла в пневмонию, и через два месяца — 6 (19) июня того же года — он скончался в деревне Дютьково, в которой с 1908 года ежегодно проводил летние месяцы.
Похоронен в некрополе Донского монастыря в Москве. Позднее останки перенесены на Новодевичье кладбище.

## Научная и педагогическая деятельность

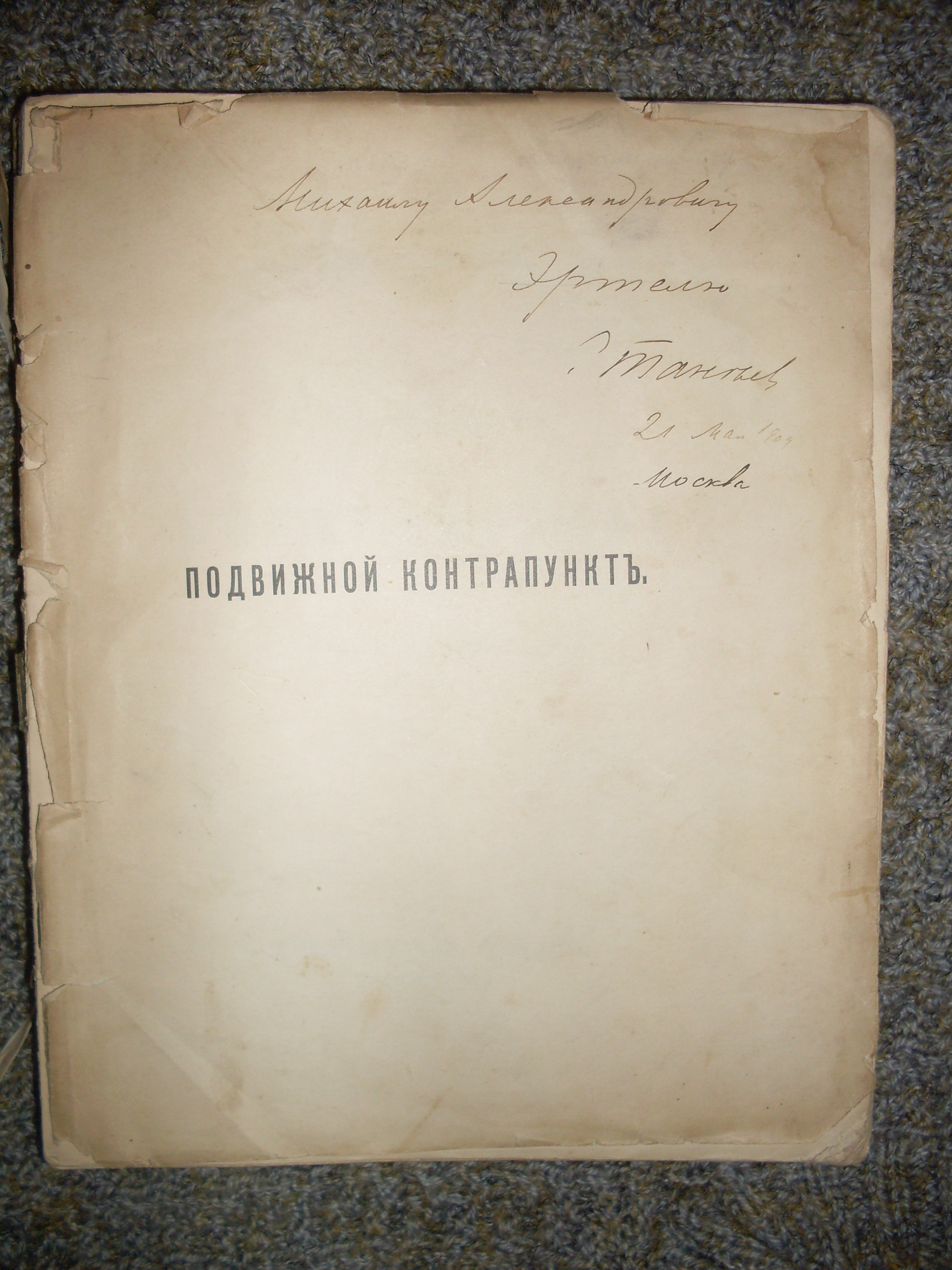
Книга С. И. Танеева с дарственной надписью автора

Танеев стал в России уникальным учёным-музыковедом европейского масштаба, чьи работы по сей день не потеряли актуальность. Ему принадлежит ряд научных исследований в области фольклора (например, «О музыке горских татар»), источниковедения (например, работа об ученических рукописях Моцарта, изданная Моцартеумом), полифонии (например, «Подвижной контрапункт строгого письма», 1889—1906 годы, и его продолжение «Учение о каноне», конец 1890-х — 1915 год) и др. Труды по полифонии интересны тем, что их автор впервые предложил простую математическую формулу (Index verticalis) для сочинения сложных контрапунктов. Не случайно в качестве эпиграфа к книге «Подвижной контрапункт строгого письма» Танеев берёт слова Леонардо да Винчи, которые соответствовали многим устремлениям Танеева как учёного: 
Никакое человеческое знание не может претендовать на звание истинной науки, если не прошло через математические формулы выражения.
Кроме того, в предисловии к той же книге автор предлагает осмысление процессов, происходящих в современной ему музыке. В частности, он предрекает дальнейшее развитие музыкального языка в сторону усиления полифонических связей и ослабления функционально-гармонических.
Будучи учеником и другом Чайковского, Танеев работал после его смерти над реконструкцией и оркестровкой неоконченных произведений композитора. Так он оркестровал «Andante и Finale» — произведение первоначально представлявшее собой Вторую и Четвёртую части уничтоженной автором Симфонии ми-бемоль мажор. Работая над партитурой, он сохранил фортепианную партию и все указания Чайковского относительно оркестровки. Танееву принадлежит и переложение этого произведения для двух фортепиано.
Как педагог добивался улучшения профессионального музыкального образования в России, заботился о высоком уровне музыкально-теоретической подготовки учащихся консерватории всех специальностей. Именно он создал основу для серьёзной музыкально-теоретической подготовки всех исполнительских профессий. Танеев первый предложил усовершенствовать современное ему профессиональное музыкальное образование, разделив его на две ступени, соответствующие нынешним среднему специальному (училище) и высшему (консерватория) образованию. Танеев вывел на высокий уровень преподавание в классах контрапункта, канона и фуги, анализа форм музыкальных произведений.
Создал композиторскую школу, воспитал многих музыковедов, дирижёров, пианистов (продолжая фортепианные традиции Николая Рубинштейна). Среди учеников: Сергей Рахманинов, Александр Скрябин, Николай Метнер, Рейнгольд Глиэр, Константин Игумнов, Георгий Конюс, Сергей Потоцкий, Всеволод Задерацкий, Сергей Евсеев (посвятил несколько литературных трудов творчеству Танеева), Теодор Бубек.
В 1910—1911 годах Танеев вместе с Александром Оссовским выступил в поддержку молодого композитора Сергея Прокофьева и написал письмо к издателю Борису Юргенсону с просьбой опубликовать его произведения. Однако только после убедительного письма Оссовского Юргенсон ответил согласием.
Был одним из первых эсперантистов в России; на языке эсперанто им написаны несколько романсов, на нём же С. И. Танеев на первых порах вёл свой дневник.

## Творчество
Убеждённый последователь классики (в его музыке нашли претворение традиции М. И. Глинки, П. И. Чайковского, а также И. С. Баха, Л. Бетховена), Танеев предвосхитил многие тенденции музыкального искусства XX века. Его творчество отмечено глубиной и благородством замыслов, высокой этичностью и философской направленностью, сдержанностью высказывания, мастерством тематического и полифонического развития. В своих сочинениях Танеев тяготел к нравственно-философской проблематике. Такова, например, его единственная опера — «Орестея» (1894, по Эсхилу) — образец претворения античного сюжета в русской музыке. Его камерно-инструментальные произведения (трио, квартеты, квинтеты) принадлежат к лучшим образцам этого жанра в русской музыке. Один из создателей лирико-философской кантаты в русской музыке («Иоанн Дамаскин», «По прочтении псалма»). Возродил популярный в отечественной музыке XVII—XVIII веков жанр — хоры a cappella (автор более 40 хоров). В инструментальной музыке особое значение придавал интонационному единству цикла, монотематизму (4-я симфония, камерно-инструментальные ансамбли). Сочинял и романсы.

## Память
Имя С. И. Танеева носят:

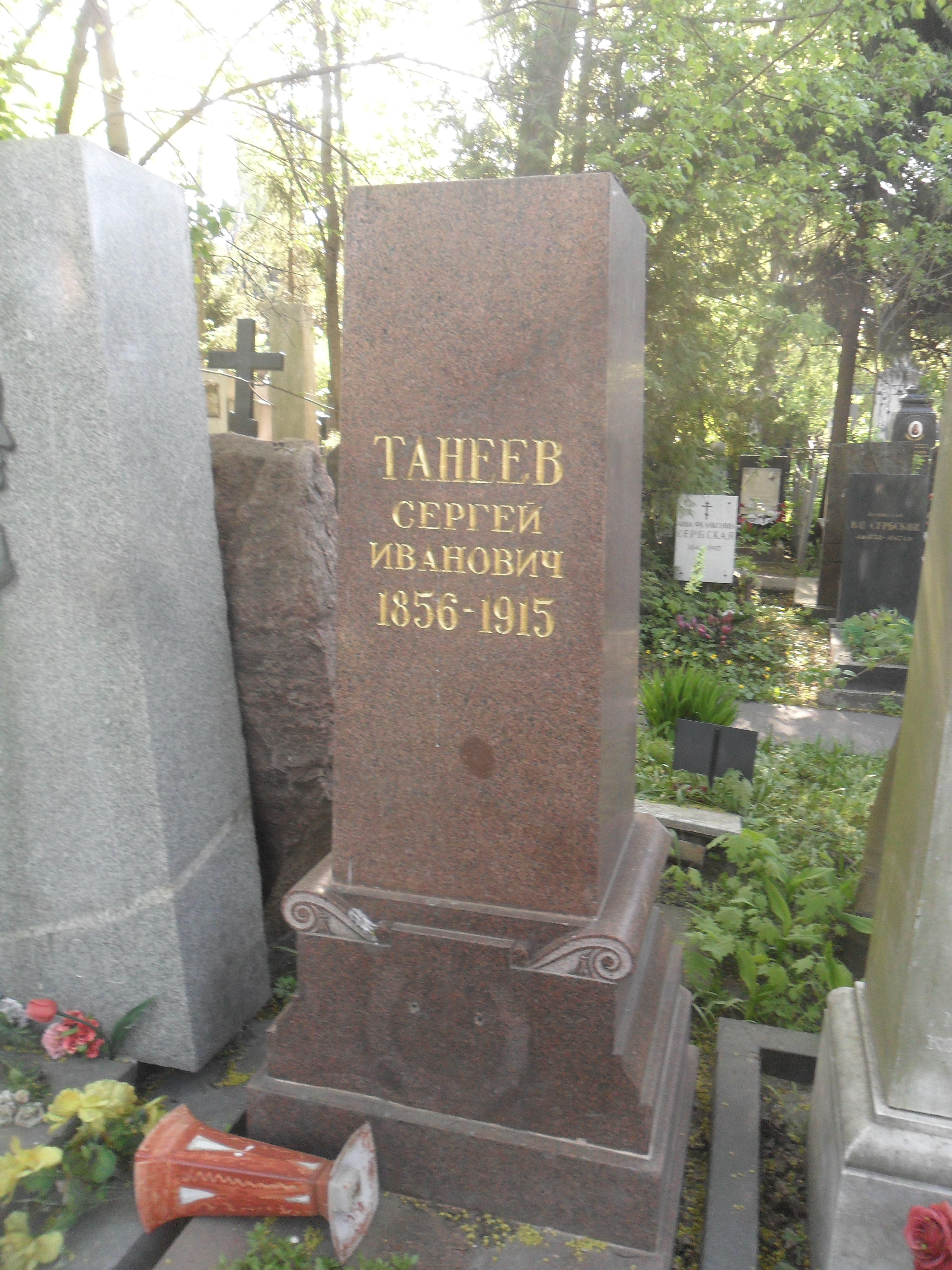
Могила Танеева на Новодевичьем кладбище Москвы.

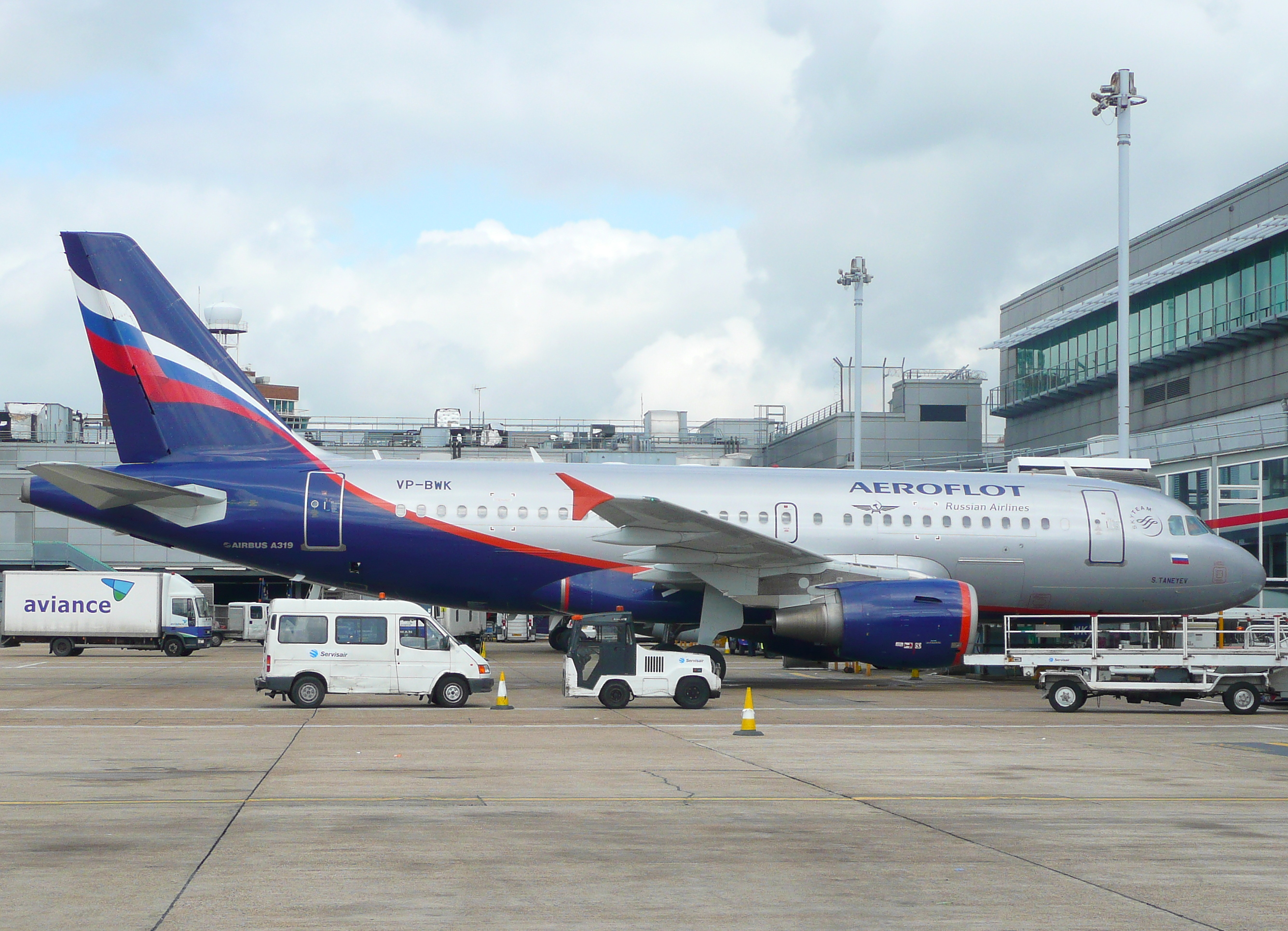
Самолёт Аэрофлота Airbus A319 «С. Танеев»

Мемориальная доска во Владимире

- Владимирский концертный зал им. С. И. Танеева, около которого стоит бюст композитора;
- Научно-музыкальная библиотека Московской консерватории;
- Городская детская музыкальная школа им. С. И. Танеева в Москве (Чистый пер., д. 9) в реконструированном доме, где когда-то жил музыкант; на стене дома установлена мемориальная доска;
- Городская детская музыкальная школа № 1 им. С. И. Танеева г. Владимира;
- Калужский областной музыкальный колледж им. С. И. Танеева;
- Международный конкурс камерных ансамблей им. С. И. Танеева (Калуга—Москва);
- Танеевский музыкальный фестиваль во Владимире;
- Танеевское музыкальное общество;
- Усадьба Танеевых в Маринино;
- улица во Владимире;
- улица в Клину; а также развалившаяся усадьба Танеевых которая ни разу не реставрировалась и находится в полном разрушении
- улица в Красноармейском районе г. Волгограда;
- улица в Левобережном районе г. Воронежа;
- Городская детская музыкальная школа в г. Звенигороде;
- Дом-музей Танеева в Дютькове (Звенигород)[13];
- самолёт Airbus A319-111 авиакомпании «Аэрофлот», бортовой номер VP-BWK;
- Малый Власьевский переулок в Москве с 1960 по 1994 годы был улицей Танеевых.
- Объект культурного наследия федерального значения: «Дом, в котором жил Танеев Сергей Иванович в 1900—1915 гг.» в Москве (Малый Власьевский пер., 2/18, стр. 3)

На доме, в котором родился композитор, во Владимире (Большая Нижегородская улица, 5) установлена мемориальная доска.

## Прижизненные аудиозаписи
Примечательны записи самого Танеева, сделанные в конце XIX века на парафиновые валики. Известно о трёх исполнениях: фантазии № 2 до минор Моцарта, cюиты для пианино на четыре руки Льва Конюса (исполнено вместе с автором) и cюиты № 2 для двух фортепиано «Силуэты» Антона Аренского (исполнено с Павлом Пабстом). Записаны Юлиусом Блоком.

## Сочинения

### Музыкальные произведения[16]
- Опера-трилогия «Орестея» (1-я постановка — 1895, Петербург), партитура
- Кантаты: кантата для хора и оркестра (ор.1) «Иоанн Дамаскин», партитура; «По прочтении псалма», «Cлавa H. Г. Рубинштейнy», «Я памятник себе воздвиг».
- 4 симфонии (1874—1898): Симфония до-минор (ор. 12), партитура, Симфония " 2 си бемоль мажор
- Симфонические увертюры: Увертюра на русскую тему: C-dur: для большого оркестра, партитура
- Концерт для фортепиано с оркестром (1876, опубл. 1957; замысел оставлен композитором после отрицательного отзыва Н. Г. Рубинштейна[17])
- Концертная сюита для скрипки и оркестра = Konzert-Suite für Violine und Orchester: в пяти ч. (ор. 28), партитура
- Струнные трио (2)
- Струнные квартеты (9): Квартет № 1 для двух скрипок, альта и виолончели (ор. 4), партитура; Квартет № 3 для двух скрипок, альта и виолончели (ор. 7), партитура; Квартет № 4 для двух скрипок, альта и виолончели (ор. 11), партитура; Квартет № 6 для двух скрипок, альта и виолончели (ор. 19), партитура
- Струнные квинтеты (2): квинтет G для 2 скрипок, альта и 2 виолончелей (ор. 14), партитура
- Соната для скрипки и фортепиано
- Трио (D-dur) для фортепиано, скрипки и виолончели (ор. 22), партитура
- Листок из альбома: для альта и фортепиано (ор. 33), партитура
- Фортепианный квартет ми мажор op. 20 (1906)
- Фортепианное трио ре мажор op. 22 (1908)
- Фортепианный квинтет соль минор op. 30 (1911), клавир
- Для фортепиано — Прелюдия и фуга соль-диез минор и др.
- Канцона для кларнета (виолончели) и оркестра
- Хоральные вариации для органа
- Хоры a cappella
  - Хоры без обозначения opus’a: «Венеция ночью» (Фет), «Ноктюрн» (Фет), «Веселый час» (Кольцов)—1880 год; «Песня короля Регнера» (Языков), «Вечерняя песня» (Хомяков)—1882 год.
  - Ор. 8. «Восход солнца» (Тютчев). Посвящено Русскому Хоровому Обществу В Москве (изд. 1898).
  - Ор. 10. «Из края в край» (Тютчев). Посвящено хору Императорской оперы в Петербурге (1898).
  - Ор. 15. Два хора a capella для четырёх смешанных голосов (1900): № 1. «Звезды» (Хомяков), «Московскому Синодальному хору»; № 2. «Альпы» (Тютчев), И. А. Мельникову.
  - Ор. 23. Ночи. Три терцета a capella для сопрано, альта и тенора (Тютчев). Могут исполняться также и хором (1907): № 1. «Сонет Микель-Анджело»; № 2. «Рим ночью»; № 3. «Тихой ночью».
  - Ор. 24. Два квартета a capella для двух сопрано, альта и тенора (Пушкин). Могут исполняться также и хором (1907): № 1. «Монастырь на Казбеке»; № 2. «Адели».
  - Ор. 27. Двенадцать хоров a capella для смешанных голосов (Полонский). Посвящается хору Московских Пречистенских курсов для рабочих (1909): № 1. «На могиле»; № 2. «Вечер»; № 3. «Развалину башни»; № 4. «Посмотри, какая мгла»; № 5. «На корабле»; № 6. «Молитва»; № 7. «Из вечности музыка вдруг раздалась»; № 8. «Прометей»; № 9. «Увидал из-за тучи утес»; № 10. «Звезды»; № 11. «По горам две хмурых тучи»; № 12. «В дни, когда над сонным морем».
  - Ор, 35. Шестнадцать хоров a capella для мужских голосов (Бальмонт). Посвящается Хоровому Обществу чешских учителей (1914): № 1. «Тишина»; № 2. «Призраки»; № 3. «Сфинкс»; № 4. «Заря»; № 5. «Молитва»; № 6. «В пространствах эфира»; № 7. «И сон и смерть»; № 8. «Небесная роса»; № 9. «Мертвые корабли»; № 10. «Звуки прибоя»; № 11. «Морское дно»; № 12. «Морская песня»; № 13. «Тишина»; № 14. «Гибель»; № 15. «Белый лебедь»; № 16. «Лебедь».
  - Посмертные издания — хоры «Сосна» (Лермонтов) и «Фонтан» (Козьма Прутков) — ранние произведения (1877 и 1880), впервые опубликованные в журнале «Советская музыка», 1940, № 7.
- Камерно-вокальные ансамбли с фортепиано и a cappella
- 55 романсов

### Переводы
- Бусслер, Людвиг. Строгий стиль: Учебник простого и сложного контрапункта, имитации, фуги и канона в церковных ладах / Пер. с нем. [и с предисл.] С. И. Танеева. — М.: Изд. П. Юргенсона, 1885. — XII, 192 с.: нот.

### Учебная литература
- Танеев С. И. Учение о каноне / Подготовлено к печати В. Беляевым. — Москва: Гос. изд-во, 1929 (Муз. сектор, нотопечатня Гиза). — VIII, 195 с.: черт., нот. ил.
- Танеев С. И. Подвижной контрапункт строгого письма. + 2 вкл. / Под ред. проф. С. С. Богатырёва. — М.: Музгиз. 1959 г.— 384 с., ноты, отд. прил. табл.